# ماهیتسی
ماهیتسی (به لاتین: Mahitsy) یک منطقهٔ مسکونی در ماداگاسکار است که در آمبوهیدراتریمو (بخش) واقع شده‌است.
 ماهیتسی  ۲۶,۰۵۶ نفر جمعیت دارد.